# Danville (Indiana)
Danville es un pueblo ubicado en el condado de Hendricks en el estado estadounidense de Indiana. En el Censo de 2010 tenía una población de 9001 habitantes y una densidad poblacional de 498,18 personas por km².

## Geografía
Danville se encuentra ubicado en las coordenadas 39°45′51″N 86°30′41″O / 39.76417, -86.51139. Según la Oficina del Censo de los Estados Unidos, Danville tiene una superficie total de 18.07 km², de la cual 17,95 km² corresponden a tierra firme y (0,66%) 0,12 km² es agua.

## Demografía
Según el censo de 2010, había 9001 personas residiendo en Danville. La densidad de población era de 498,18 hab./km². De los 9001 habitantes, Danville estaba compuesto por el 96.81% blancos, el 0.81% eran afroamericanos, el 0.21% eran amerindios, el 0.42% eran asiáticos, el 0.01% eran isleños del Pacífico, el 0.38% eran de otras razas y el 1.36% pertenecían a dos o más razas. Del total de la población el 1.83% eran hispanos o latinos de cualquier raza.